# هيروتوشي كيتاجاوا
هيروتوشي كيتاجاوا (باليابانية: 北川博敏؛ بالكانا: きたがわ ひろとし) هو لاعب كرة قاعدة ياباني، ولد في 27 مايو 1972 في إتامي في اليابان.

## وصلات خارجية
- هيروتوشي كيتاجاوا على موقع الدوري الياباني لكرة القاعدة (الإنجليزية)
- هيروتوشي كيتاجاوا على موقعبيزبول رفرنس.كوم (الدوري الثانوي) (الإنجليزية)